# بوکالاپاک
بوکالاپاک (انگلیسی: Bukalapak) شرکت فناوری اطلاعات اندونزیایی است، که در سال ۲۰۱۰ تأسیس شد.